# Litsea brachystachya
Litsea brachystachya är en lagerväxtart som först beskrevs av Carl Ludwig von Blume, och fick sitt nu gällande namn av Emilio Huguet del Villar y Serrataco. Litsea brachystachya ingår i släktet Litsea och familjen lagerväxter. Inga underarter finns listade i Catalogue of Life.